# Kolvitsa
Pour les articles homonymes, voir Kolvitsa (homonymie).
La Kolvitsa (en russe : Колвица) est un petit fleuve côtier de Russie qui coule dans la péninsule de Kola (dans le sud de l'oblast de Mourmansk). Long de 13 kilomètres, ce cours d'eau draine un bassin de 1 260 km2.

La rivière Kolvitsa. Septembre 2016.

Le fleuve est l'émissaire du lac Kolvitskoïe (Колвицкое озеро, Kolvitskoïe ozero), situé à 61 mètres d'altitude, et se jette dans le golfe de Kandalakcha. Le petit village de Kolvitsa se trouve sur une boucle du fleuve en promontoire.

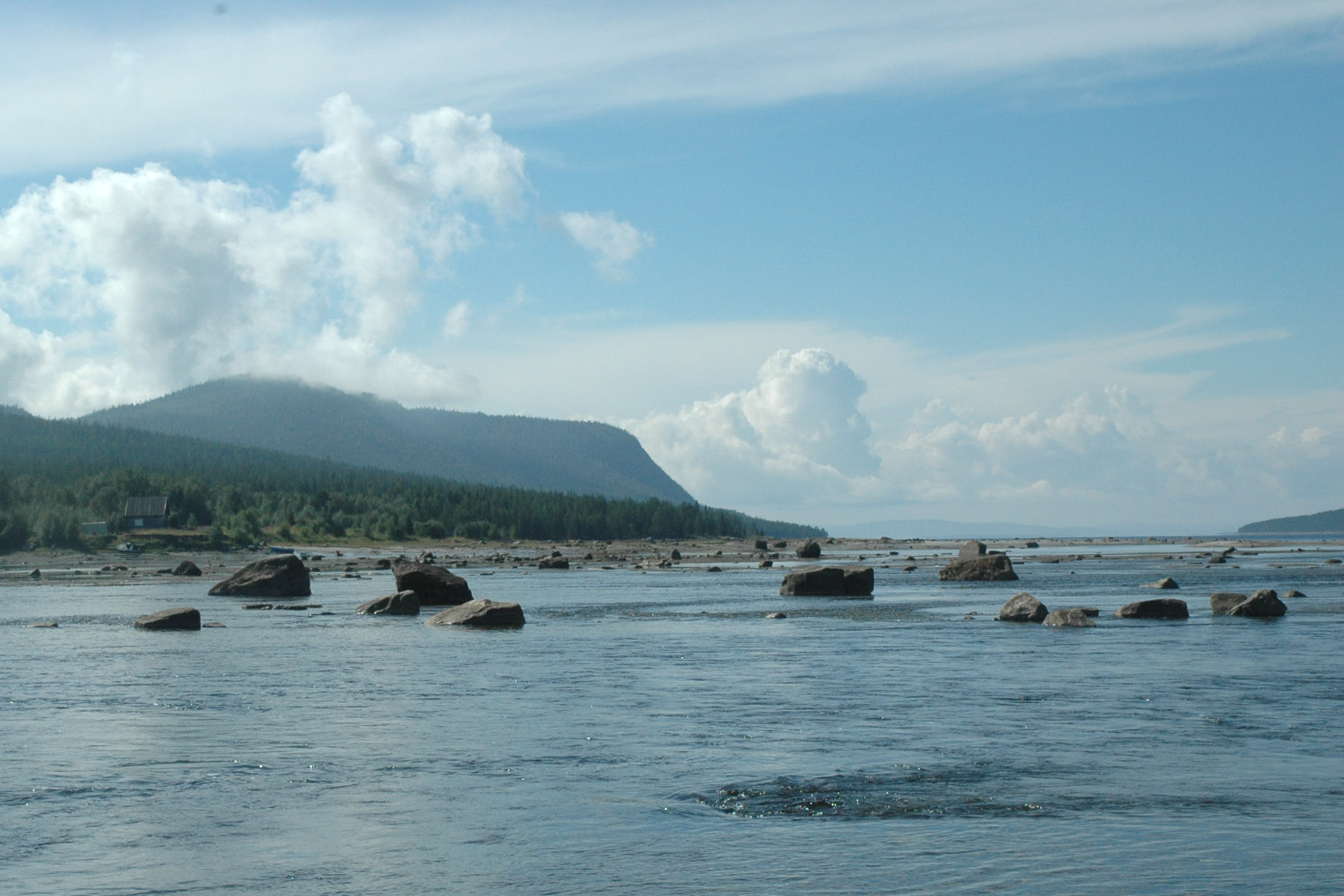
La Kolvitsa près de son embouchure.